# En mand steg af toget
En mand steg af toget er en amerikansk film fra 1955, instrueret af John Sturges. Hovedrollerne udføres af Spencer Tracy og Robert Ryan. Af birolleindehavere kan nævnes Anne Francis, Dean Jagger, Walter Brennan, Lee Marvin og Ernest Borgnine. Filmen indeholder både elementer fra en typisk Western og fra film noir.
Filmen bygger på en novelle "Bad Time at Honda", forfattet af Howard Breslin. Den oprindelige historie blev udgivet af The American Magazine i januar 1947.

## Handling
Filmen handler om en mystisk fremmed, som ankommer til en lille by, Black Rock, i ørkenen i det sydvestlige USA, søgende efter en bestemt person. Alle har tilsyneladende noget at skjule, hvilket medfører flere voldelige episoder, inden tingene falder på plads.

## Galleri
- Illustration iThe American Magazine 1947 af "Bad Time at Honda", som filmen er baseret på.
- Spencer Tracy og John Ericson på hotellet.